# Компютърно захранване
Компютърно захранване е техническо средство, което доставя необходимото захранване за работата на останалите компютърни компоненти. Захранванията са направени да преобразуват високото мрежово напрежение и променливият ток към постоянен ток с ниско напрежение за ползване от електронните елементи, от които е изграден компютърният хардуер. Някои захранвания, за да са с по-универсално приложение и да се ползват в различни държави в света, имат превключвател между 115 и 230 V. Други имат вградени сензори, които автоматично сменят входното напрежение или потребяват напрежение с всички волтажи в тази граница.

## Показателят мощност
Захранванията се оценяват спрямо тяхната изходна мощност. Типичните захранвания варират между 300 и 500 W (под 300 W се използват за по-малки компютри) и са предназначени за домашни или офис системи. Захранванията използвани от геймъри и ентусиасти варират между 450 до 1400 W. Най-мощните захранвания достигат до 2 kW мощност и са предназначени за сървъри и системи с много твърди дискове, процесори или повече от една видеокарта. Някои производители увеличават параметъра мощност на захранванията предимно поради рекламни цели и постигане на маркетингов успех. Това е възможно поради липсата на точни международни стандарти, както такива високи изисквания има например по отношение филтрирането на постоянния ток.

## Коефициент на полезно действие
Компютърните захранвания имат КПД вариращ от 70-75%, при несертифицирани с 80 Plus сертификат, а при сертифицираните от 90-96%. Останалата неизползвана мощност се губи и се отделя като топлинна енергия от това техническо средство. Това означава, че захранване с КПД 70%, за да подаде 70 W мощност, то има нужда и ще разходва 100 W мрежова мощност. По-скъпите захранвания достигат до над 80% КПД, съответно отделят по-малко топлина и имат нужда от по-малка въздушна струя за охлаждане, което ги прави по-тихи при експлоатация. От 2007 г. се произвеждат захранвания с 93% КПД. Важно е да се използват захранвания предназначени за дадени компютри, защото КПД спада значително, когато има претоварване при изправянето и преобразуването от електронната управляваща схема. 